# Awara (stad)
Awara (Japans: あわら市, Awara-shi) is een stad aan de Japanse Zee in de prefectuur Fukui in Japan. De oppervlakte van de stad is 116,99 km² en begin 2009 had de stad bijna 31.000 inwoners.

## Geschiedenis
Op 1 maart 2004 werd Awara een stad (shi) door samenvoeging van de gemeentes Awara (芦原町, Awara-chō) en Kanazu (金津町, Kanazu-chō) van het district Sakai.

## Bezienswaardigheden
- Awara-onsen

## Verkeer
Awara ligt aan de Hokuriku-hoofdlijn van de West Japan Railway Company en aan de Mikuni-Awara-lijn van de Echizen Spoorwegen.
Awara ligt aan de Hokuriku-autosnelweg en aan de autowegen 8, 305 en 365.

## Stedenband
Awara heeft een stedenband met
- Shaoxing, China

## Aangrenzende steden
- Sakai
- Kaga